# Клименко, Николай Сергеевич
Николай Сергеевич Клименко (17 декабря 1914, Александровка, Ростовская область — 20 мая 2004, Александровка, Ростовская область) — советский офицер, танкист, участник Великой Отечественной войны, Герой Советского Союза (1945).

## Биография
Родился 17 декабря 1914 года в селе Александровка Области Войска Донского (ныне Азовского pайона Ростовской области). Украинец.
Окончил Новочеркасский техникум механизации сельского хозяйства. Работал автомехаником МТС в колхозе.
В РККА с октября 1936 года по ноябрь 1938 года. Участник советско-финской войны (1939—1940).
Окончил Белокалитвенскую военную пехотную школу. На фронте Великой Отечественной войны с 6 октября 1941 года. Член ВКП(б) с 1941 года. Воевал под Москвой, 21 ноября в районе села Минино (под городом Клин) был тяжело ранен в голову и отправлен в госпиталь. 24 ноября награждён медалью «За отвагу». Вернувшись из госпиталя, воевал на Северном Кавказе.
Командир взвода лёгких танков 138-го отдельного танкового батальона 49-й армии лейтенант Н. С. Клименко отличился в боях за деревню Вышнее с 12 по 15 июля 1942 года. Пять раз водил свой взвод в атаку, уничтожив суммарно 2 дзота и до 6-ти пулемётных точек. Первым ворвался в деревню Вышнее, где его танк был подбит. Вёл огонь из горящего танка, пока была возможность, затем покинул танк и присоединился к пехоте. После того как был ранен командир роты 44-го стрелкового полка, бойцы пришли в замешательство. Клименко взял инициативу на себя и по приказу начальника штаба 44-го стрелкового полка принял роту и продолжил бой. Усилиями роты была обеспечена эвакуация пяти подбитых танков батальона. За этот эпизод был награждён орденом Красной Звезды (15 октября 1942).
В марте 1943 года танковая рота капитана Н. С. Клименко вела бои за село Новомихайловка, уничтожив за период с 5 по 20 марта около 70 солдат и офицеров противника, 10 дзотов и блиндажей, а также 4 противотанковых орудия. «За отличную подготовку личного состава и материальной части к бою, за умелое командование ротой в бою, за личную храбрость и мужество» награждён орденом Отечественной войны II степени (3 июля 1943).
К августу 1943 года командир танковой роты 2-й гвардейской танковой бригады гвардии капитан Н. С. Клименко принял участие в 40 танковых атаках. 7 августа был ранен, но не покинул поля боя. За 7-11 августа в районе деревень Верховье и Слузна его рота суммарно уничтожила до 250 солдат, 8 противотанковых орудий, 15 дзотов и 30 пулемётных точек противника. За этот эпизод был награждён орденом Красного Знамени (28 октября 1943).
В сентябре 1943 года танковые части получали новые боевые машины. На станцию Балашово под Москвой прибыл и гвардии капитан Клименко. Николай Сергеевич среди множества машин выбрал танк с надписью «Ейский колхозник». Комбригу свой выбор объяснил так: этот танк от соседей по земле. Боевая машина в составе 2-й гвардейской танковой бригады 33-й армии Белорусского фронта участвовала в боях за освобождение городов Спаск-Демянск, Рославль, Смоленск, Рудня. На счету экипажа танка в этой операции — 10 уничтоженных немецких танков и батальон пехоты. При овладении укреплённого района, прикрывающего дорогу Витебск — Орша, в районе деревни Дыманово «Ейский колхозник» был подбит и сгорел. Из экипажа уцелел лишь Н. С. Клименко. После длительного лечения в госпиталях, он вновь принял участие в боевых действиях, но уже в составе 51-й гвардейской танковой бригады.
2-й танковый батальон 51-й гвардейской танковой бригады (6-й гвардейский танковый корпус, 3-я гвардейская танковая армия, 1-й Украинский фронт) под командованием гвардии майора Н. С. Клименко 16 апреля 1945 года в ходе Берлинской операции в числе первых форсировал р. Нейсе в районе г. Форст и занял города Фетшау, Люббенау. Стремительно преследуя противника, с ходу ворвался в Берлин. В сложных условиях уличного боя добился тесного взаимодействия танков с пехотой, расчистил ей путь к центру города. 25 апреля 1945 года был тяжело ранен, но оставался в строю до выполнения боевой задачи. День Победы застал его в Праге.
За умелое руководство танковым батальоном и проявленные при этом решительность и мужество Указом Президиума Верховного Совета СССР от 27 июня 1945 года гвардии майору Клименко Николаю Сергеевичу присвоено звание Героя Советского Союза с вручением ордена Ленина и медали «Золотая Звезда».
С декабря 1945 года — в отставке. Жил в родном селе. Работал председателем и заместителем председателя колхоза, инженером по технике безопасности.
Умер 20 мая 2004 года и похоронен на родине в селе Александровка.

## Награды и звания
- Герой Советского Союза (27 июня 1945);
- орден Ленина (27 июня 1945);
- орден Красного Знамени (28 октября 1943[3]);
- орден Отечественной войны I степени (1985);
- орден Отечественной войны II степени (3 июля 1943[2]);
- орден Красной Звезды (15 октября 1942[1]).
- Медали, среди которых медаль «За отвагу» (24 ноября 1941[1]).

## Память
В 1972—1975 годах по инициативе ейского краеведа Л. А. Половинкина проводились масштабные поиски информации о судьбе танка «Ейский колхозник» и его экипажа. В результате его работы 3 мая 1977 года при въезде в город Ейск со стороны посёлка Октябрьского и станицы Камышеватской был установлен на постаменте танк Т-34 номер 231, с гвардейским знаком и надписью «Ейский колхозник» на башне, который соответствовал сгоревшему в 1944 году подлинному танку, как символ воинской славы и участия Ейчан в победе и борьбе над немецким фашизмом. Командир танка «Ейский колхозник» Николай Сергеевич Клименко в Ейске выступал на митинге, посвящённом открытию памятника. С тех пор у памятника ежегодно проводятся митинги жителей Ейского района, посвящённые Дню победы и Дню защитников Отечества.